# Jacob-Willem Munnikhuizen
Jacobus Willem Munnikhuizen (Velsen, 7 september 1918 - Gilching, 15 september 1997) was een Nederlandse oorlogsmisdadiger tijdens de Tweede Wereldoorlog.
Jacob werd geboren te Velsen als zoon van onderwijzer Catharinus Albertus Munnikhuizen en Maria Roelandina Beekman. Op jonge leeftijd verhuisde het gezin naar Naarden. In 1937 ging hij in militaire dienst bij de luchtdoelartillerie. Hier zou hij ruim 2 jaar bijzitten en in december 1939 werd hij aangewezen voor de opleiding tot onderofficier.  Hij ging werken bij de marechaussee.
In 1941 vertrok hij naar Schalkhaar voor de politieopleiding. Hierna werd hij gestationeerd in Amsterdam en wist zich uiteindelijk op te werken tot luitenant. Hij was van november 1944 tot eind februari 1945 lid van de Ordnungspolizei in Groningen. Op 29 december 1944 nam hij deel aan een overval in Tijnje, waarbij twee onschuldige burgers werden doodgeschoten.
Hij werd op 20 maart 1950 door de rechtbank in Groningen veroordeeld tot een levenslange gevangenisstraf, maar Munnikhuizen vluchtte naar Duitsland, waar hij ging wonen in Gilching.
Hij werd jarenlang gezocht door het Openbaar Ministerie in Arnhem, dat belast is met de vervolging van oorlogsmisdadigers, totdat men in 2002 ontdekte dat Munnikhuizen in 1997 op 79-jarige leeftijd was overleden.